# Naučné stezky v Zoo Ostrava
Naučné stezky v Zoo Ostrava jsou čtyři naučné stezky ve Velkém ostravském lese v Zoologické zahradě a botanickém parku Ostrava v městském obvodu Slezská Ostrava statutárního města Ostrava v Moravskoslezském kraji v Horním Slezsku.

## Historie a důvod vzniku naučných stezek
V souladu s využitím plného potenciálu Velkého ostravského lesa a s koncepcí postupné botanizace Zoo Ostrava, vznikly k datu 29. června 2007 tři naučné stezky s názvy Cesta vody, Cesta stínů a Cesta lesa s řadou významných botanických partií. V roce 2015 přibyla čtvrtá naučná stezka Mokřady. Naučné stezky jsou doplňovány informačními tabulemi, lavičkami, dětskými hřišti, Altánem a dalšími stavbami, Ptačí loukou, Sluneční loukou, rostlinami, relaxačními plochami, uměleckými díly aj. Naučné stezky jsou součástí botanického parku Zoo Ostrava.

## Cesta vody
Cesta vody má délku 904 m. Vede kolem vodoteče a soustavy vodních ploch podél východní hranice areálu. Rostou zde např. okřehek menší, trhutka plovoucí, nepukalka plovoucí, rdesno peprník, žabník vodní či psárka plavá. Cesta vody vede na Sluneční louku, dětské hřiště a vyhlídkovou plošinu v Zoo Ostrava, které jsou na bývalé haldě. V roce 2019 byly na Cestě vody umístěny dřevěné sochy Slovanští bohové.

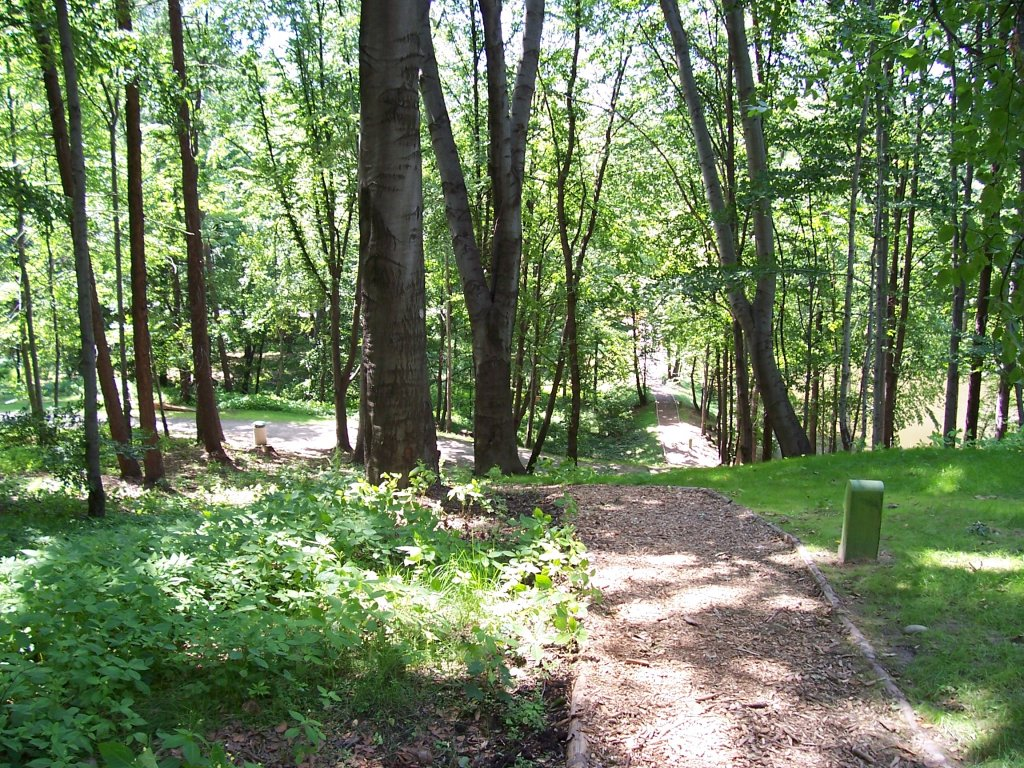
Cesta vody
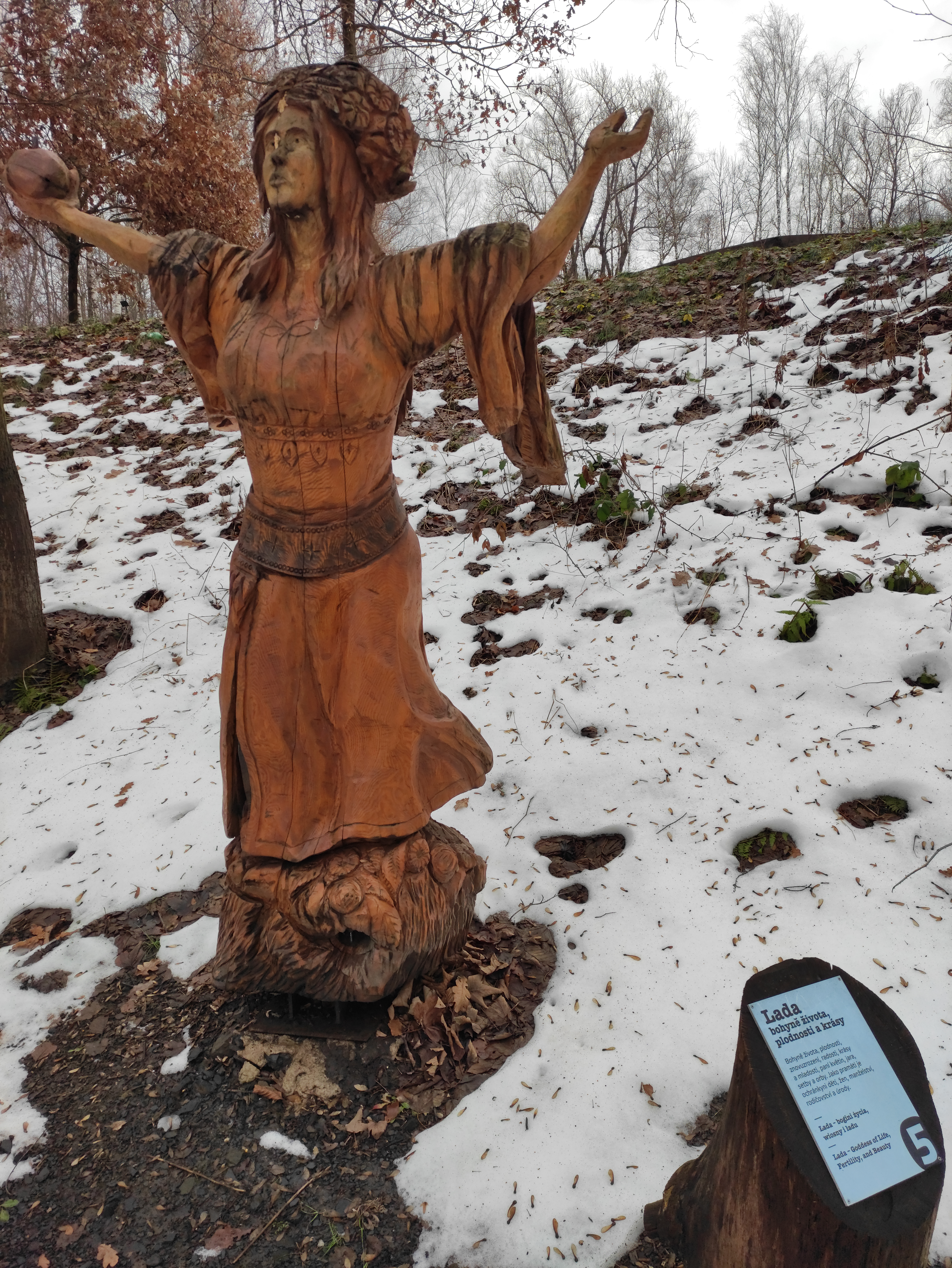
Slovanští bohové
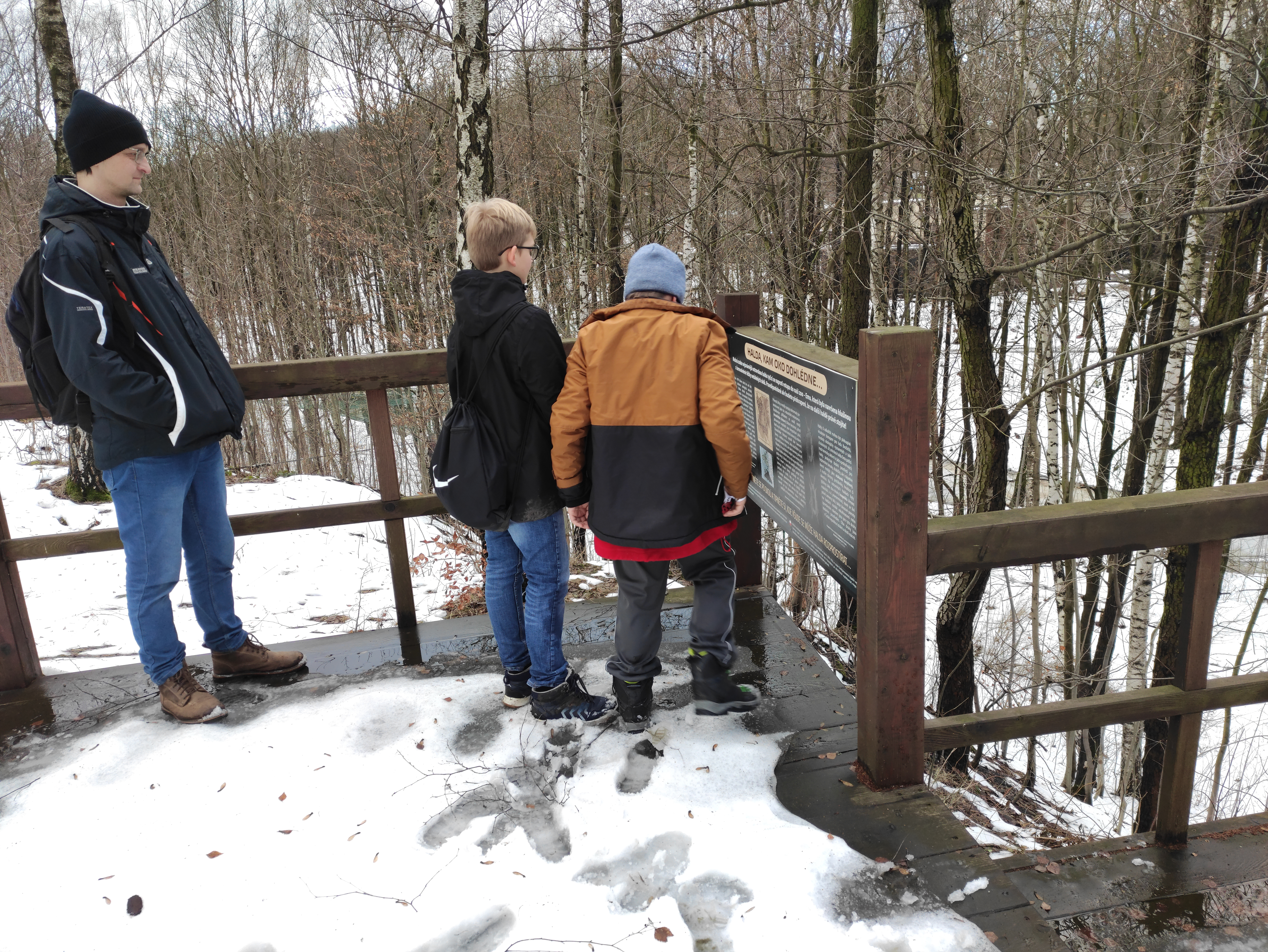
Vyhlídková plošina v Zoo Ostrava

## Cesta stínů
Cesta stínů má délku 457 m. Má celoročně stinný charakter a od něj získala stezka své jméno. Rostou zde buk lesní, břečťan popínavý, ostřice chlupatá, kostřava obrovská a početné druhy ostružiníků. Na Cestě stínu vedle expozice Čitván byl 7. května 2015 otevřen Rododendron park. V areálu ostravské zoo roste téměř 6000 exemplářů rododendronů v asi 250 druzích a kultivarech (jedná se především o rostliny z Výzkumného ústavu Silva Taroucy pro krajinu a okrasné zahradnictví v Průhonicích). Jejich největší hustota je právě na ploše přibližně dvouhektarového Rododendron parku.

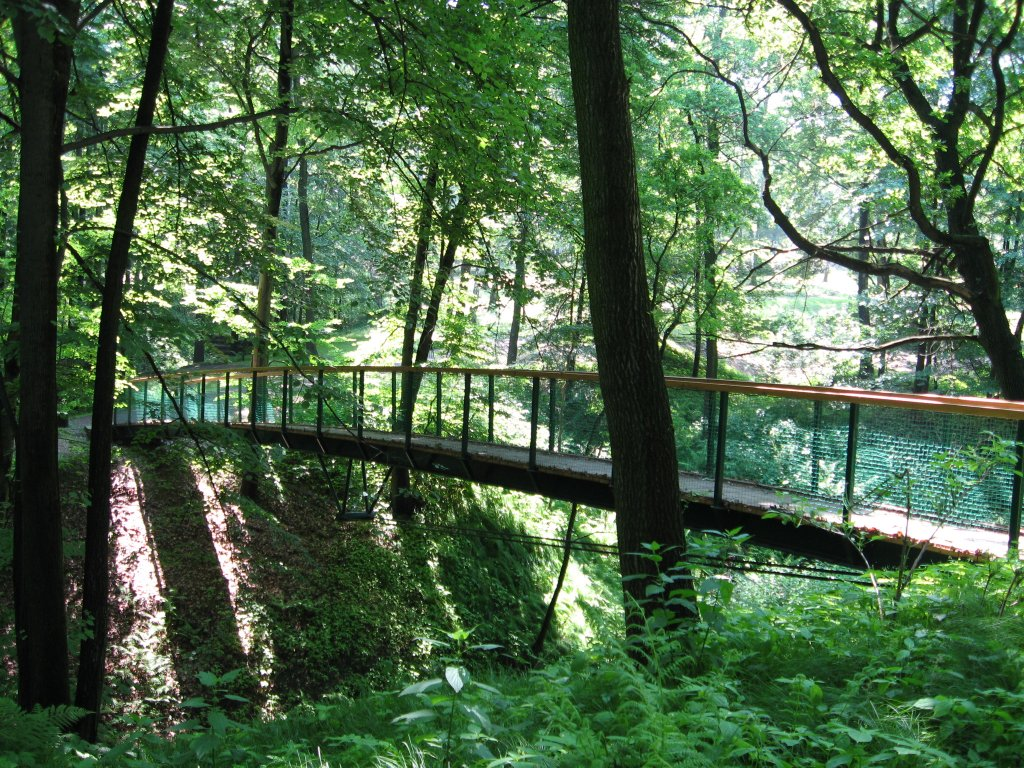
Most, Cesta stínů
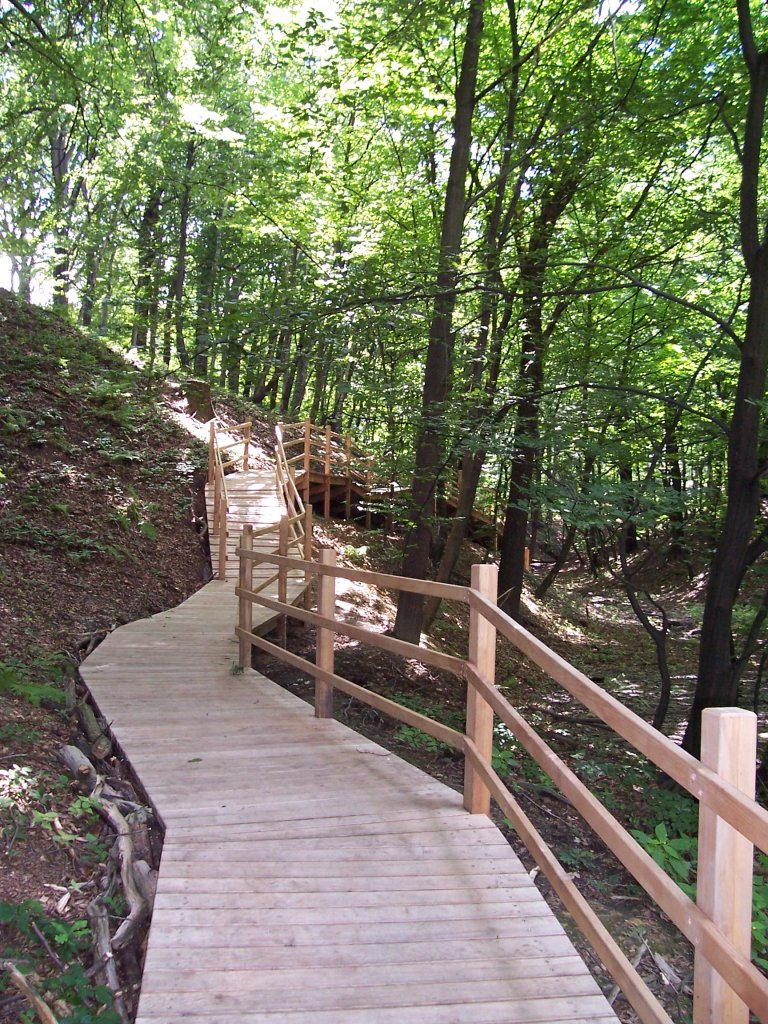
Most, Cesta stínů
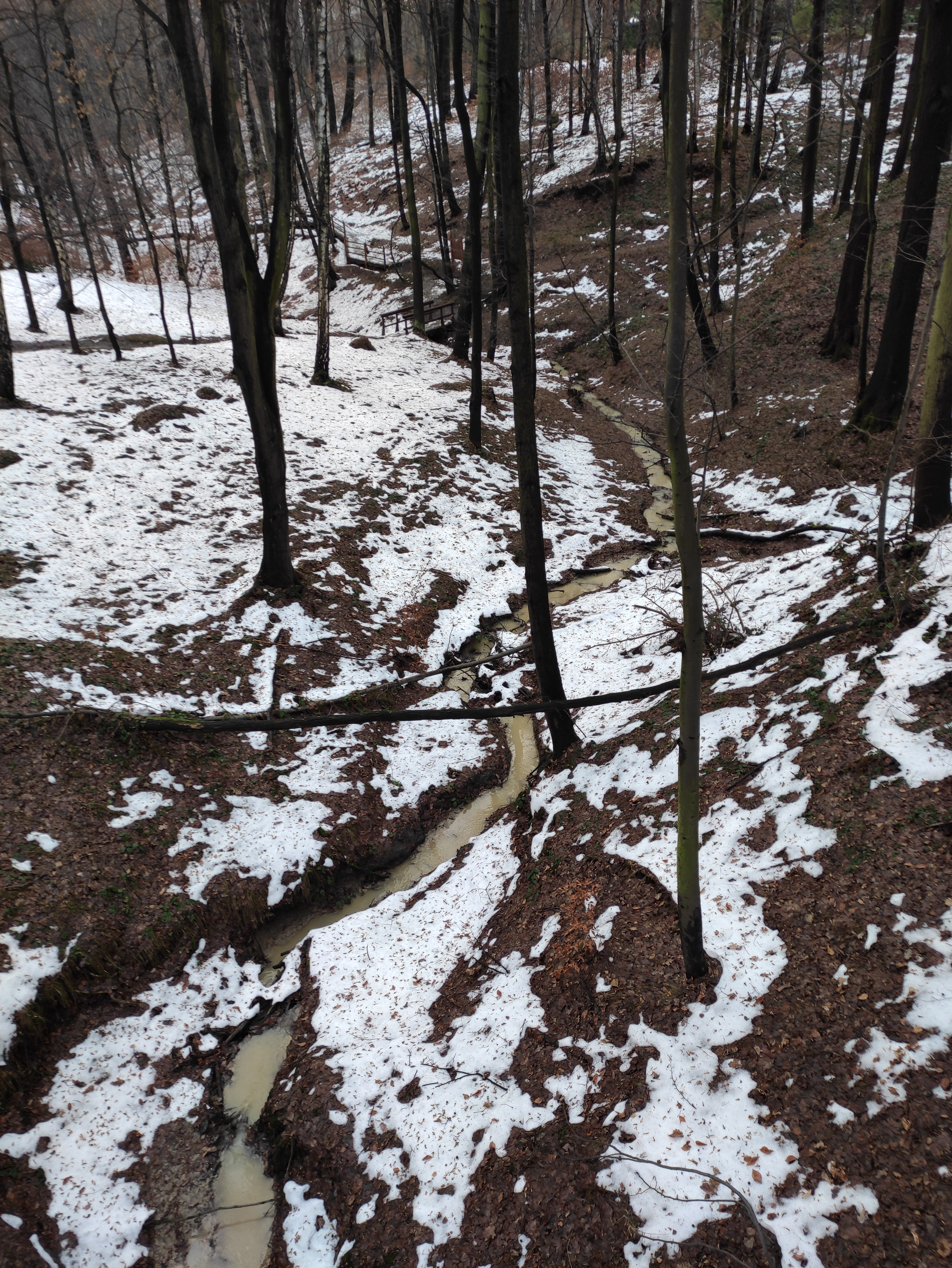
Cesta stínů
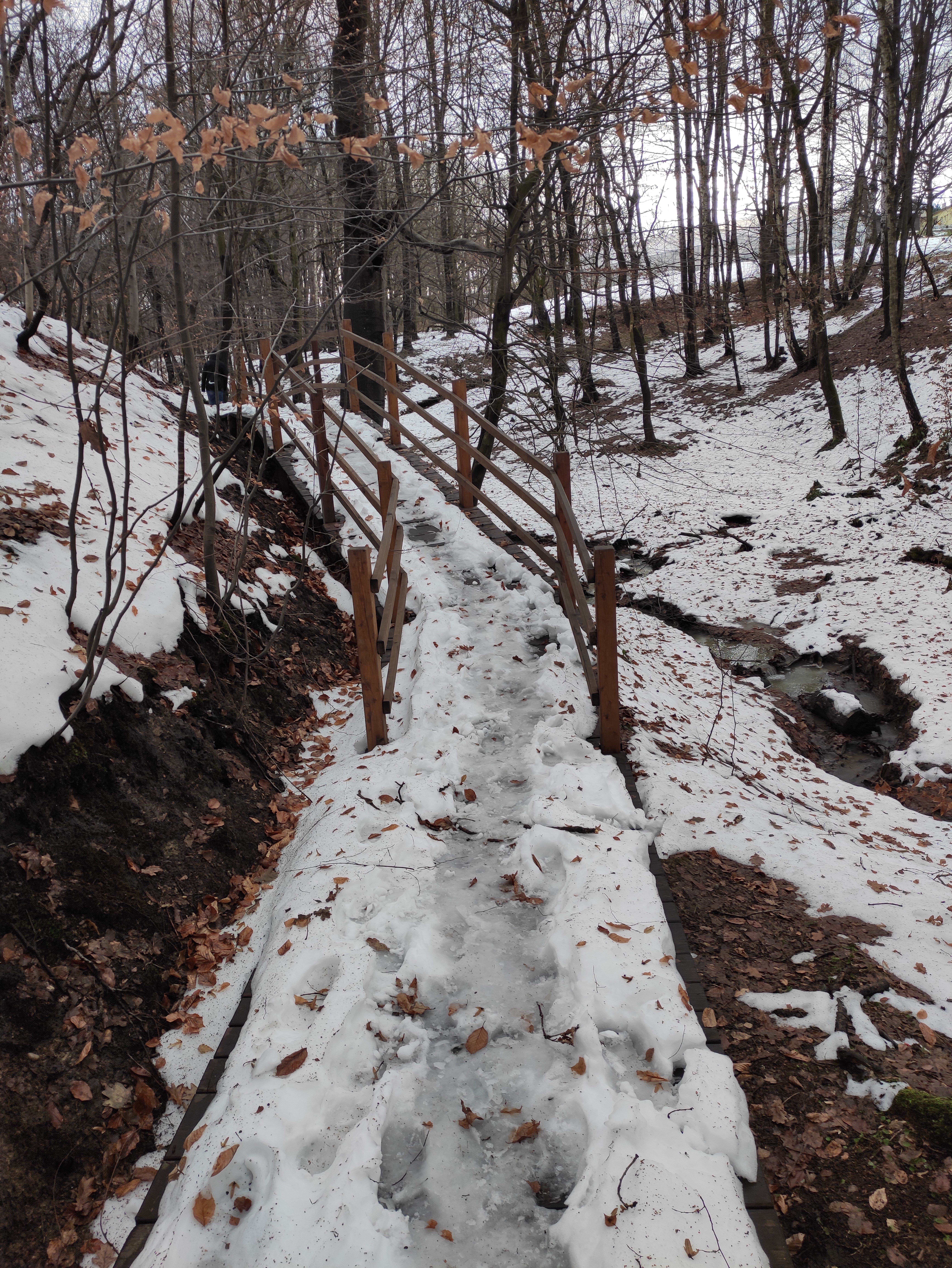
Cesta stínů

## Cesta lesa
Na Cestě lesa, která má délku 560 m, převládá mezi stromy olše lepkavá, dále jsou zde např. vrba bílá či modřín opadavý.

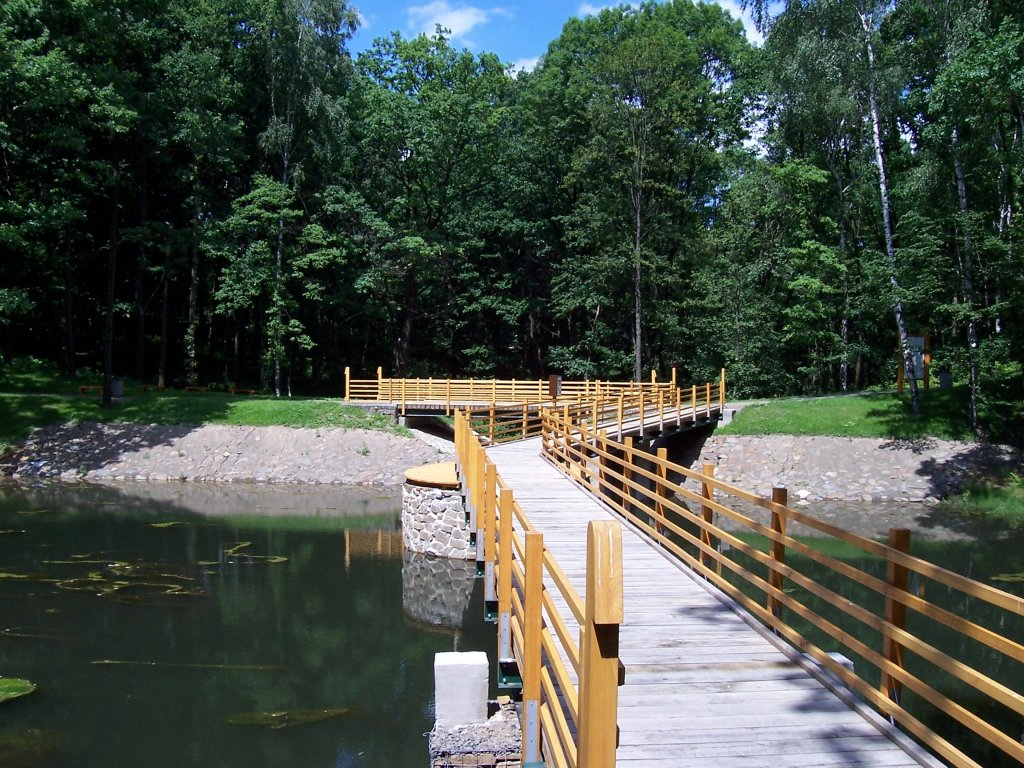
Cesta lesa

## Cesta Mokřady
Dne 7. října 2015 zde přibyla i expozice Mokřady, která se nachází pod výběhem afrických kopytníků v blízkosti zastávky safari expresu, kde jsou k vidění modely českých plazů a obojživelníků v nadživotní velikosti.

## Další informace
Naučné stezky jsou přístupné jen v otevírací době Zoo Ostrava.